# Jan Wolkers
Jan Hendrik Wolkers (Oegstgeest, 26 ottobre 1925 – Texel, 19 ottobre 2007) è stato uno scrittore, scultore e pittore olandese.

## Biografia
I genitori di Jan erano dei protestanti riformati di Amsterdam che avevano messo al mondo undici figli e Jan era il terzogenito.
Il padre gestiva una bottega di spezie e Jan dovette abbandonare gli studi per aiutare la famiglia e farà diversi mestieri (giardiniere, commesso...), arrivando poi a cimentarsi con l'arte per lavori di pittura.
Durante la seconda guerra mondiale entra in clandestinità e finito il conflitto si trasferisce a Parigi.
In seguito avrà tre figli da Maria, la prima compagna: Eric (1948), Eva (1949-1951), Jeroen (1953). Inizia ad occuparsi di arti plastiche (in particolare scultura) studiando a l'Aia, Amsterdam, Salisburgo e Parigi. Ebbe come maestri Giacomo Manzù e Zadkine.

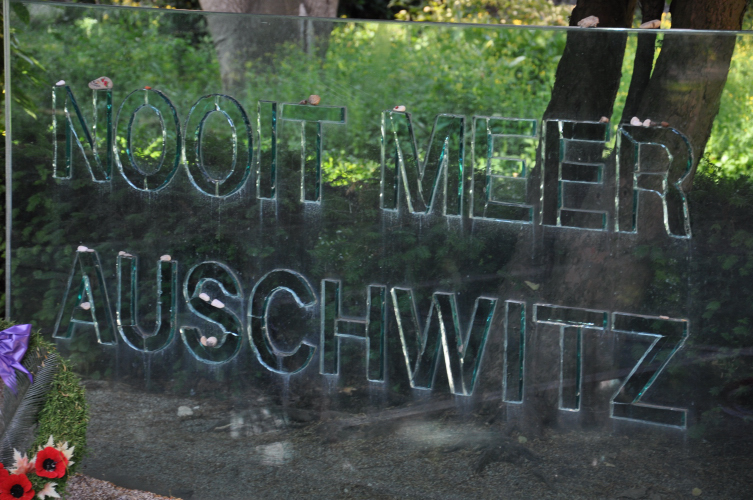
opera di Jan Wolkers per ricordare l'Olocausto

Dal secondo matrimonio, terminato in breve tempo, trasse ispirazione per Olga la rossa (Turks fruit, 1969), un caposaldo della letteratura olandese del '900: il libro creò un acceso dibattito per i forti contenuti e il lessico utilizzato (a fare scandalo fu la presenza di scene di sesso e malattie narrate senza mezzi termini).
L'opera ebbe un successo tale da venire trasposta in teatro e in un film del 1973, Fiore di carne diretto da Paul Verhoeven con Rutger Hauer e Monique van de Ven, che ricevette una nomination all'Oscar al miglior film straniero e nel 1999 vinse il premio Miglior film olandese del secolo.
Wolkers rifiutò diversi premi letterari. Nel 1982 rifiutò il Constantijn Huygensprijs e nel 1989 il P.C. Hooftprijs.
Un certo numero di sue sculture esposte all'aperto, in Olanda, sono state oggetto di vandalismo, presumibilmente a causa del suo uso del vetro come materiale da costruzione. Alcuni esempi sono il monumento ad Auschwitz di Amsterdam e quello su un argine a Ceres di Texel. In reazione alla distruzione del monumento nel 2003, Wolkers disse che avrebbe utilizzato meno vetro e più acciaio per tali monumenti in futuro.
Dal 1980 fino alla sua morte, Wolkers risiedette sull'isola olandese di Texel con la sua compagna Karina. Da questa unione sono nati due gemelli: Bob e Tom.
Negli ultimi anni di vita Wolkers si dedicò alla politica divenendo membro del Partito per gli Animali, partito politico dei Paesi Bassi per il quale fu in lista alle elezioni europee del 2004 e alle elezioni legislative nei Paesi Bassi del 2006.
È morto il 19 ottobre 2007, all'età di 81 anni, nella sua casa di Texel ed è stato cremato ad Amsterdam nel cimitero De Nieuwe Ooster.

## Opere
- 1961, Serpentina's petticoat (storie)
- 1962, Kort Amerikaans/Crew Cut (romanzo)
- 1963, Gesponnen suiker/Cotton Candy (storie)
- 1963, De Babel/The Babel (testo teatrale)
- 1963, Een roos van vlees/A rose of flesh (romanzo)
- 1964, De hond met de blauwe tong/The dog with the blue tongue (storie)
- 1965, Terug naar Oegstgeest/Return to Oegstgeest (romanzo autobiografico)
- 1967, Horrible tango (romanzo)
- 1969, Turks fruit/Turkish Delight (romanzo) (Olga la rossa, edizione italiana)
- 1971, Groeten van Rottumerplaat/Greetings from Rottumerplaat (documentario autobiografico)
- 1971, Werkkleding/Workclothing (documentario autobiografico)
- 1974, De walgvogel/The dodo (romanzo)
- 1974, Dagboek 1974/Diario 1974
- 1975, Dominee met strooien hoed/Vicar with straw hat (novelle)
- 1977, De kus/The Kiss (romanzo)
- 1979, De doodshoofdvlinder/The death-head hawkmoth (romanzo)
- 1980, De perzik van onsterfelijkheid/The peach of immortality (romanzo)
- 1981, Alle verhalen/All stories
- 1981, Brandende liefde/Burning Love (romanzo)
- 1982, De junival/The June trap (romanzo)
- 1983, Gifsla/Poisoned lettuce (romanzo)
- 1984, De onverbiddelijke tijd/The unforgiving time (romanzo)
- 1985, 22 sprookjes, verhalen en fabels/22 fairy tales, stories and fables
- 1988, Kunstfruit en andere verhalen/Artificial fruit and other stories
- 1989, Jeugd jaagt voorbij/Youth passes by
- 1991, Tarzan in Arles (saggio)
- 1991, Wat wij zien en horen/What we see and hear (storie con Bob e Tom Wolkers)
- 1994, Rembrandt in Rommeldam (saggio)
- 1995, Zwarte bevrijding/Black Liberation (saggio)
- 1996, Icarus en de vliegende tering/Icarus and the wasting disease
- 1997, Mondriaan op Mauritius/Mondrian on Mauritius (saggio)
- 1998, Het kruipend gedeelte des aardbodems/The crawling part of earth's surface (discorso)
- 1999, Omringd door zee/Surrounded by sea (articolo)
- 1999, De spiegel van Rembrandt/Rembrandt's mirror.
- 2005, Zomerhitte/Summer heat ("Boekenweek geschenk")
- 2005, Dagboek 1974/Diario 1974
- 2006, 2 Texel: Drummers Double Bill & Jan Wolkers (CD – musica e parlato)
- 2007, De ladder naar lust/The scale towards lust (dettato, scritto per il Great Dutch Language Dictation 2007)
- 2008, Het was wel een heel lief varkentje

### Romanzo illustrato
Nel 2006 e 2007, il romanzo Kort Amerikaans, fu da lui trasformato in un romanzo illustrato in due parti da Dick Matena.

## Film tratti da opere di Wolkers
- Turks Fruit (1973), diretto da Paul Verhoeven, ottenne una nomination all'Oscar al miglior film straniero
- Brandende Liefde (1983), diretto da Ate de Jong
- Terug naar Oegstgeest (1987), diretto da Theo van Gogh
- Zomerhitte (2008), diretto da Monique van de Ven